# 叔仲衍
叔仲衍（?—?），中国春秋时期鲁国政治人物，叔牙曾孙，武仲休之孙，叔仲惠伯之子。
叔仲衍的哥哥叔仲皮的儿子是子柳，叔仲皮去世，子柳之妻鲁人，丧服斩衰，头上用缪绖。叔仲衍请改成繐衰，头上用环绖。子柳说原来我姑姑姊妹去世也是这样，我没有禁止。回去让其妻改成繐衰，头上用环绖。